# John Moore (Irlandais)
Pour les articles homonymes, voir John Moore et Moore.
 (mars 2012).
Si vous disposez d'ouvrages ou d'articles de référence ou si vous connaissez des sites web de qualité traitant du thème abordé ici, merci de compléter l'article en donnant les références utiles à sa vérifiabilité et en les liant à la section « Notes et références ».
John Moore (né en 1763 et mort le 6 décembre 1799) est un homme d'État irlandais.
Le 22 août 1798, lors de la bataille de Castlebar, les forces françaises et les rebelles irlandais sous le commandement du général Humbert l’emportent sur une force de 6 000 Britanniques. Cette bataille est plus tard surnommée la « course de Castlebar » pour se moquer de la vitesse et la distance que les Anglais parcourent dans leur fuite. Une éphémère république du Connaught est déclarée après la victoire et John Moore, chef de la Société des Irlandais unis, devient le président d'une république composée de douze membres.
Capturé après la défaite, John Moore meurt en captivité. Ses restes, redécouverts en 1960, sont exhumés et transférés à Castlebar en 1961.